# Delia lupini
Delia lupini är en tvåvingeart som först beskrevs av Daniel William Coquillett 1901.  Delia lupini ingår i släktet Delia och familjen blomsterflugor. Inga underarter finns listade i Catalogue of Life.